# Liste der Monuments historiques in Celles-en-Bassigny
Die Liste der Monuments historiques in Celles-en-Bassigny führt die Monuments historiques in der französischen Gemeinde Celles-en-Bassigny auf.

## Liste der Immobilien
| Bezeichnung    | Beschreibung            | Standort                                          | Kennzeichnung | Schutzstatus | Datum | Bild |
| -------------- | ----------------------- | ------------------------------------------------- | ------------- | ------------ | ----- | ---- |
| Wegekreuz      | aus dem 12. Jahrhundert | Rue du Cournot, am westlichen Ortseingang (Lage)  | PA00078983    | Inscrit      | 1927  |      |
| Friedhofskreuz | aus dem 16. Jahrhundert | Rue du Creux-des-Assauts, auf dem Friedhof (Lage) | PA00078984    | Inscrit      | 1920  |      |

## Liste der Objekte
| Bezeichnung        | Beschreibung                                                                                             | Standort                       | Kennzeichnung | Schutzstatus | Datum | Bild |
| ------------------ | --- | ------------------------------ | ------------- | ------------ | ----- | ---- |
| Gemälde Petrus (1) | | in der Kirche St-Vinard (Lage) | PM52001929    | Inscrit      | 2017  |      |
| Pietà (1)          | | in der Kirche St-Vinard (Lage) | PM52001928    | Inscrit      | 2017  |      |
| Zwei Seitenaltäre  | Holz, farbig gefasst und vergoldet                                                                       | in der Kirche St-Vinard (Lage) | PM52001926    | Inscrit      | 2007  |      |
| Hauptaltar         | Altartisch, Tabernakel, Retabel, Wandvertäfelung und zwei Skulpturen; Holz, farbig gefasst und vergoldet | in der Kirche St-Vinard (Lage) | PM52001933    | Inscrit      | 2007  |      |
| Pietà (2)          | | in der Kirche St-Vinard (Lage) | PM52002049    | Inscrit      | 2007  |      |
| Gemälde Petrus (2) | | in der Kirche St-Vinard (Lage) | PM52002050    | Inscrit      | 2007  |      |
| Kanzel             | Holz | in der Kirche St-Vinard (Lage) | PM52001927    | Inscrit      | 2007  |      |